# Mestrino
Mestrino ist eine italienische Gemeinde (comune) mit 11.838 Einwohnern (Stand 31. Dezember 2023) in der Provinz Padua in Venetien. Die Gemeinde liegt etwa 10 Kilometer nordwestlich vom Stadtzentrum Paduas am Medoacus, einem Nebenfluss der Brenta. Mestrino grenzt unmittelbar an die Provinz Vicenza. 

## Verkehr
Durch die Gemeinde führt die frühere Strada Statale 11 Padana Superiore, die nunmehr zur Regionalstraße heruntergestuft ist, von Vicenza kommend nach Padua. Ein Teilabschnitt der Autostrada A4 (Turin-Triest) führt ebenfalls durch die Gemeinde, sie ist allerdings ohne Anschluss. An der Bahnstrecke Milano–Venezia besteht ein Bahnhof. Beim Ortsteil Lissaro gibt es einen kleinen Flugplatz (Aviosuperficie Area 51) für die Allgemeine Luftfahrt.